# Johnston-Atoll
Das Johnston-Atoll (alter Name Cornwallis Island) ist ein Atoll im nördlichen Pazifik, 1150 km südwestlich von Hawaii gelegen. Die Inselgruppe gehört politisch zu den Vereinigten Staaten und wird von diesen als sogenanntes „nichtinkorporiertes Territorium“ zu den United States Minor Outlying Islands gezählt.

## Geographie
Die 2,67 km² große Inselgruppe besteht aus den beiden stark durch den Menschen veränderten Inseln Johnston Island und Sand Island sowie den zwei künstlichen Inseln Akau im Norden und Hikina im Osten. Den Inseln ist im Nordwesten ein Korallenriff vorgelagert. Die Fläche der Lagune beträgt 130 km².
Auf dem Atoll gibt es keine natürlichen Süßwasserquellen. Die Hauptinsel Johnston Island zählte bis 2004 noch etwa 317 Einwohner, hauptsächlich US-Militärs, ist heute jedoch unbewohnt. 

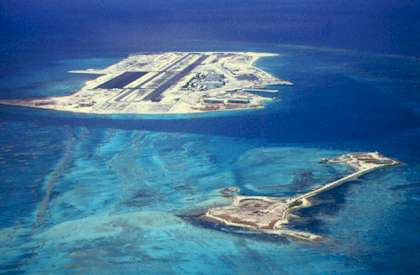
Luftbildaufnahme des Johnston Atoll und Sand Island

Das Atoll liegt nur wenige Meter über dem Meeresspiegel, die höchste Stelle ragt nur fünf Meter aus dem Wasser empor. 
Das Klima ist das ganze Jahr über heiß, trocken und windig, wobei Nordost-Passate vorherrschen. 
Im 19. Jahrhundert wurden die umfangreichen Guanoablagerungen abgebaut, die man als Dünger verwendete.

## Geschichte

### Inbesitznahme
Das Johnston-Atoll wurde am 2. September 1796 von Kapitän Joseph Pierpoint auf der amerikanischen Brigg Sally entdeckt und 1807 von dem britischen Schiffskapitän Charles James Johnston von der HMS Cornwallis wieder gesichtet, der die Insel Cornwallis Island nannte. Am 19. März 1858 wurden die Inseln unter Berufung auf den Guano Islands Act für die USA in Besitz genommen, aber bereits am 27. Juli 1858 vom hawaiischen König Kamehameha IV. annektiert. 1898 wurde die Inselgruppe erneut ein Teil der USA, die sie von 1958 bis 1975 als Raketenstartplatz nutzten, wobei sich die Abschussrampe bei 16° 44′ 15″ N, 169° 31′ 26″ W befand.

### Waffentests und Kampfstofflager

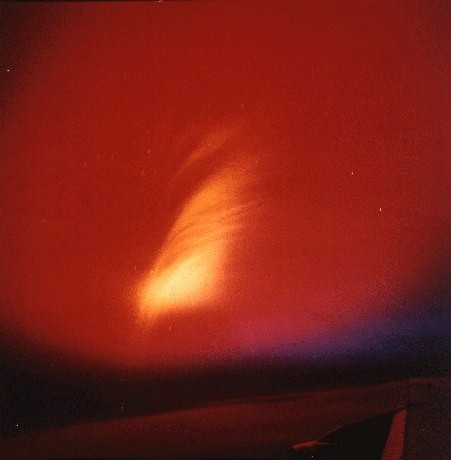
Die Aurora des Atomtests Starfish Prime

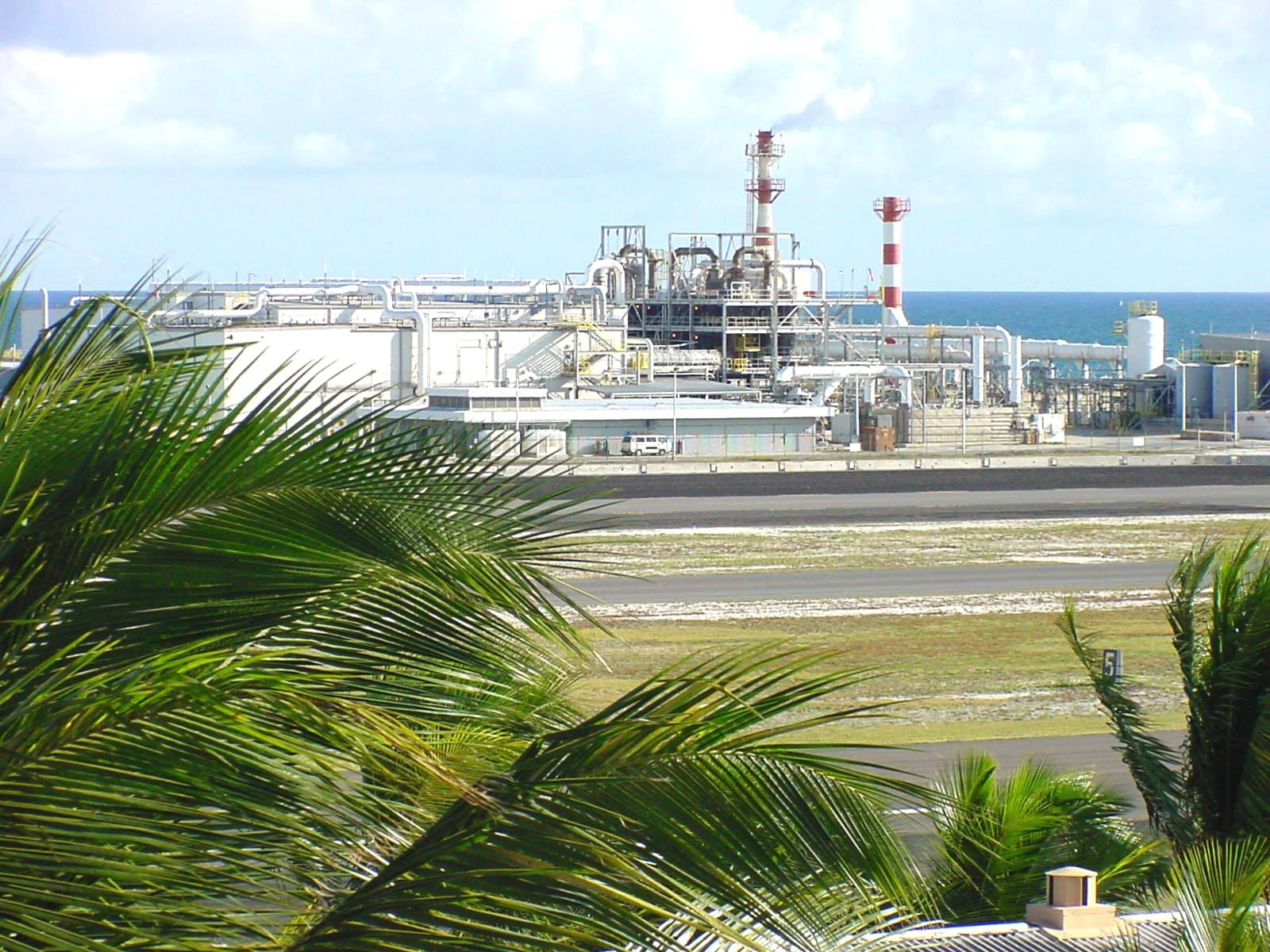
Die JACADS-Anlage zum Entsorgen chemischer Kampfstoffe

Von der Johnstoninsel wurden auch Raketen für hochatmosphärische Tests von Wasserstoffbomben gestartet. So startete am 1. August 1958 im Rahmen der Operation Hardtack eine Redstone-Rakete mit einem 3,8-Megatonnen-Sprengkopf zum Zweck eines Kernwaffentests in 77,8 km Höhe. Weitere Raketen für hochatmosphärische Atombombentests wurden von der Johnstoninsel am 12. August 1958 in eine Höhe von 43 km und am 9. Juli 1962 im Rahmen der Operation Starfish Prime (als Teil der Operation Dominic) gestartet, wobei der auftretende EMP zahlreiche elektrische und elektronische Geräte auf Oʻahu (Hawaii) störte.
Dieser Start hätte schon am 20. Juni 1962 durchgeführt werden sollen, doch explodierte damals die Rakete in einer Höhe von 10 km. Hierbei wurde die benachbarte Sand Island mit Plutonium kontaminiert. Bei einem Startversuch am 26. Juli 1962 explodierte die Rakete mit dem Atomsprengkopf auf der Abschussrampe, wodurch diese zerstört und das umliegende Areal mit Plutonium kontaminiert wurde. Dies führte zu einer fast vierteljährigen Pause der Experimente. Diese wurden am 16. Oktober 1962 wiederaufgenommen, wobei es abermals zu einem Fehlschlag kam. Die Rakete vom Typ Thor DSV-2E explodierte in einer Höhe von 10 km, wobei auf der Johnstoninsel auch etwas radioaktiver Niederschlag niederging.
Weitere Raketen zum Zweck hochatmosphärischer Atombombentests wurden gestartet:
| Datum            | Startrakete   | Sprengkopf | Explosionshöhe |
| ---------------- | ------------- | ---------- | -------------- |
| 20. Oktober 1962 | Strypi        | 60 kT      | 147 km         |
| 26. Oktober 1962 | Thor DSV-2E   | 300 kT     | 50 km          |
| 1. November 1962 | Thor DSV-2E   | 300 kT     | 98 km          |
| 4. November 1962 | Nike Hercules | einige kT  | 21 km          |

Nachdem keine oberirdischen Kernwaffentests mehr möglich waren, wurden von der Johnstoninsel bis 1975 zahlreiche Forschungsraketen (auch für die zivile Forschung) in Höhen von bis zu 1148 km gestartet.
Die Insel diente ab 1971 als Lager für chemische Kampfstoffe wie Sarin und Agent Orange. Ende der 1980er Jahre wurde auf der Insel eine Anlage, das Johnston Atoll Chemical Agent Disposal System (JACADS), für die Verbrennung chemischer Kampfstoffe errichtet und nach Abschluss der Maßnahmen 2003 wieder demontiert. Anfang der 1990er Jahre wurden im Atoll außerdem im Zuge der Aktion Lindwurm zuvor in der Pfalz gelagerte Chemiewaffen vernichtet.

### Naturschutzentwicklung
Ende 2003 wurden die Inseln vom Militär geräumt und die Verwaltung zum 1. Januar 2004 dem U.S. Fish & Wildlife Service übertragen. Dieser schuf das Naturschutzgebiet Johnston Atoll National Wildlife Refuge und gliederte es in den Pacific Remote Islands National Wildlife Refuge Complex ein.
2005 wurde das Atoll von der General Services Administration (GSA) zum Verkauf angeboten, das Angebot jedoch aufgrund eines Environmental Impact Statements zurückgezogen.
Seit 2005 ist der Johnston Atoll Airport (ICAO-Code PJON) außer Betrieb und kann nur noch für außerplanmäßige Notlandungen genutzt werden.
Seit dem 6. Januar 2009 bildet das Naturschutzgebiet des Johnston-Atolls gemeinsam mit sechs weiteren US-amerikanischen Inseln im Pazifik das Pacific Remote Islands Marine National Monument.